# Cable multipar trenzado
El cable multipar trenzado es un tipo de cable multipar que se viene utilizando tras el crecimiento del tráfico telefónico. Algunos solamente tienen dos pares en su interior, pero otros pueden constar de docenas o cientos. 

## Definición
El término "par" equivale a una línea bifilar individual, cuyos conductores de cobre tienen diámetros típicos de entre 0.5 y 0.2 mm, según el fabricante y el uso específico del cable. Por lo general, la separación entre los ejes de los dos conductores es de 1.5 veces el diámetro de cualquiera de ellos.
El aislante que ahora se emplea comúnmente entre cada pareja de conductores es polietileno. También es común colocar dentro de un cable multipar a los pares individuales "por parejas"; a cada una de estas parejas de pares se le llama cuadrete. En otras aplicaciones, los cables multipar se emplean en redes locales de transmisión de datos y en líneas interurbanas de telefonía multicanal. 
Además en todo el mundo se utilizan para llevar las señales de los abonados de una zona desde un punto concentrador o caja de registro hasta la central telefónica que les corresponda. La maraña de pares y cuadretes es tal, que se emplean códigos de colores y franjas para identificarlos a la hora de hacer las conexiones pertinentes de instalación o mantenimiento.
En este tipo de cables se produce el famoso fenómeno de la diafonía debido a la cercanía entre los pares y al aislamiento o blindaje imperfecto que hay entre ellos. Este acoplamiento entre líneas se traduce en capacitancias parásitas y se manifiesta como una interferencia que reduce la calidad de transmisión en cada línea. Generalmente, los fabricantes de cables proporcionan información al respecto con cifras o curvas de nivel de diafonía, que conviene tomar en cuenta al diseñar una instalación.
- Datos: Q5738280